# 錦田河

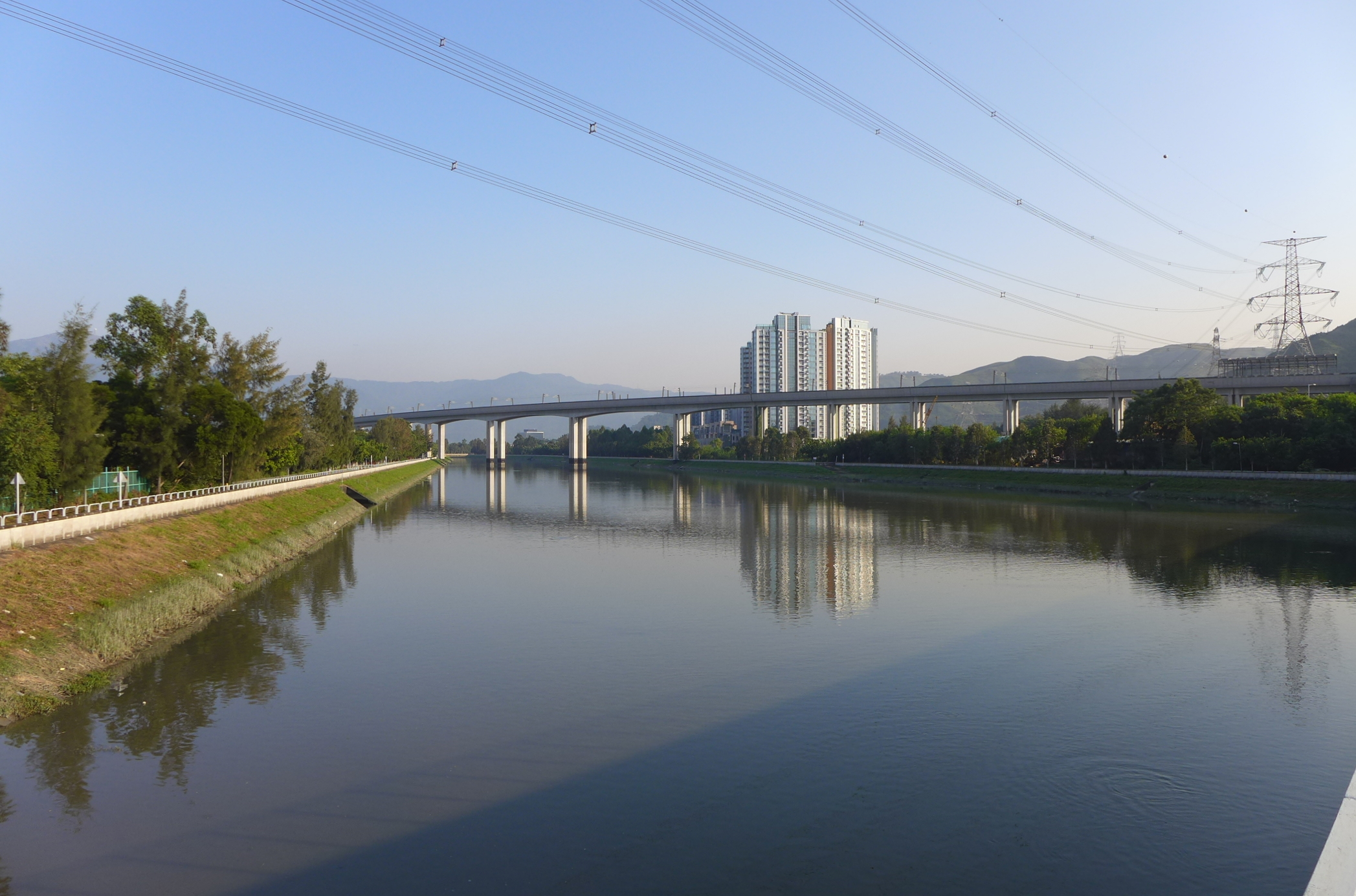
錦田河近爾巒

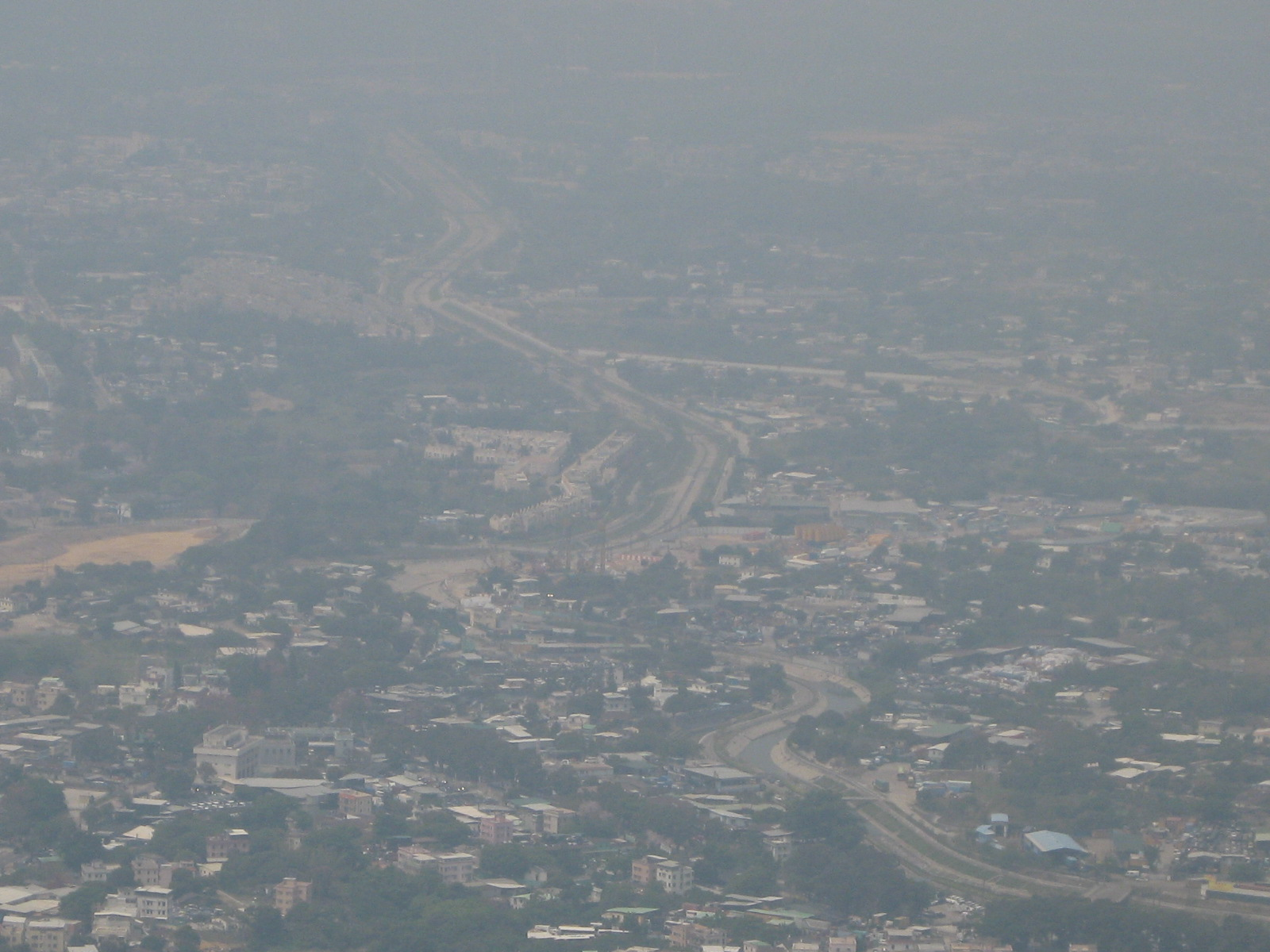
從大刀屻望向錦田河

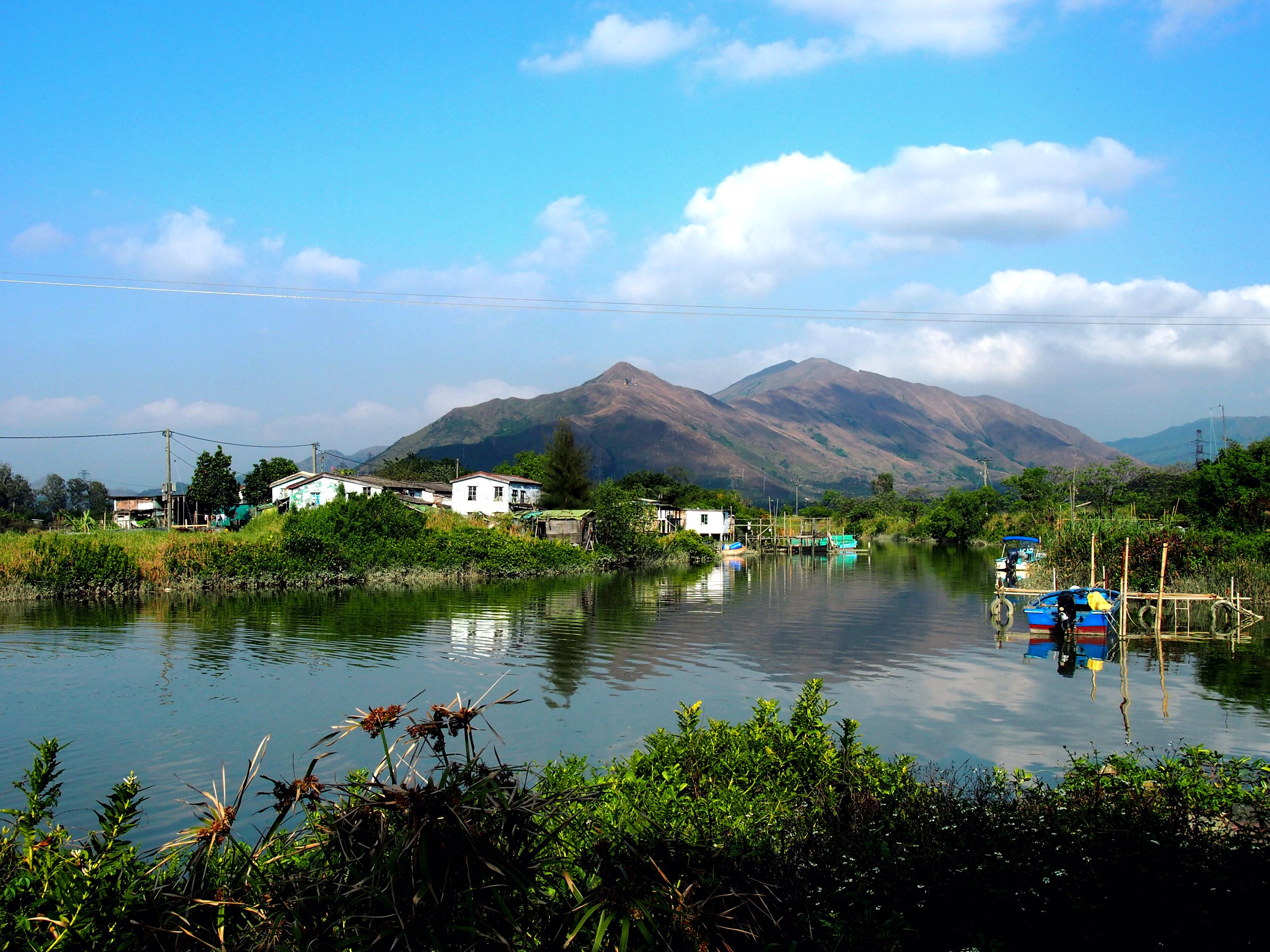
錦田河下游近南生圍，於每年冬季成為候鳥天堂。

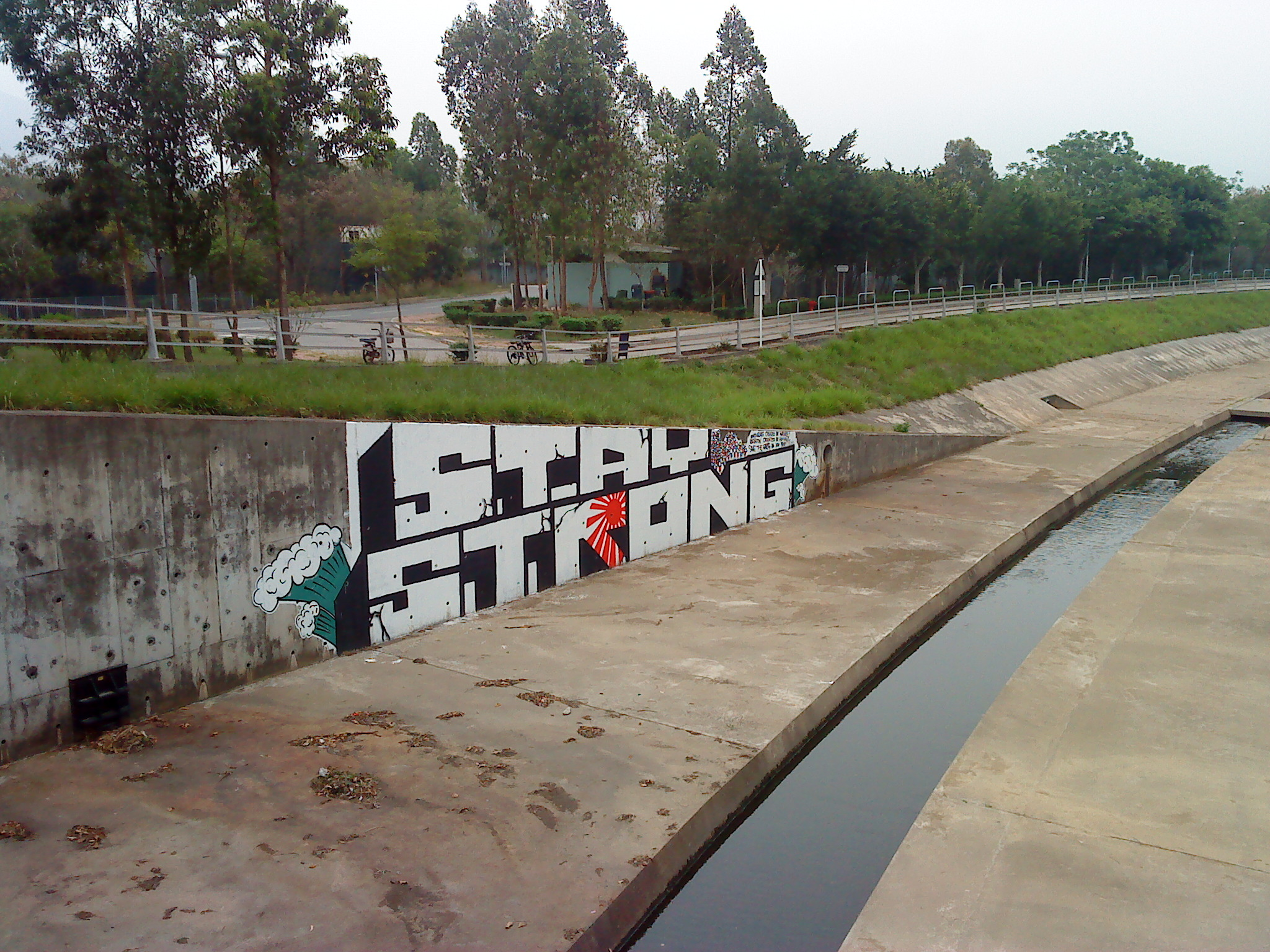
錦田河幹流近東匯路／金水北路，可見混凝土堤圍上有大型塗鴉。

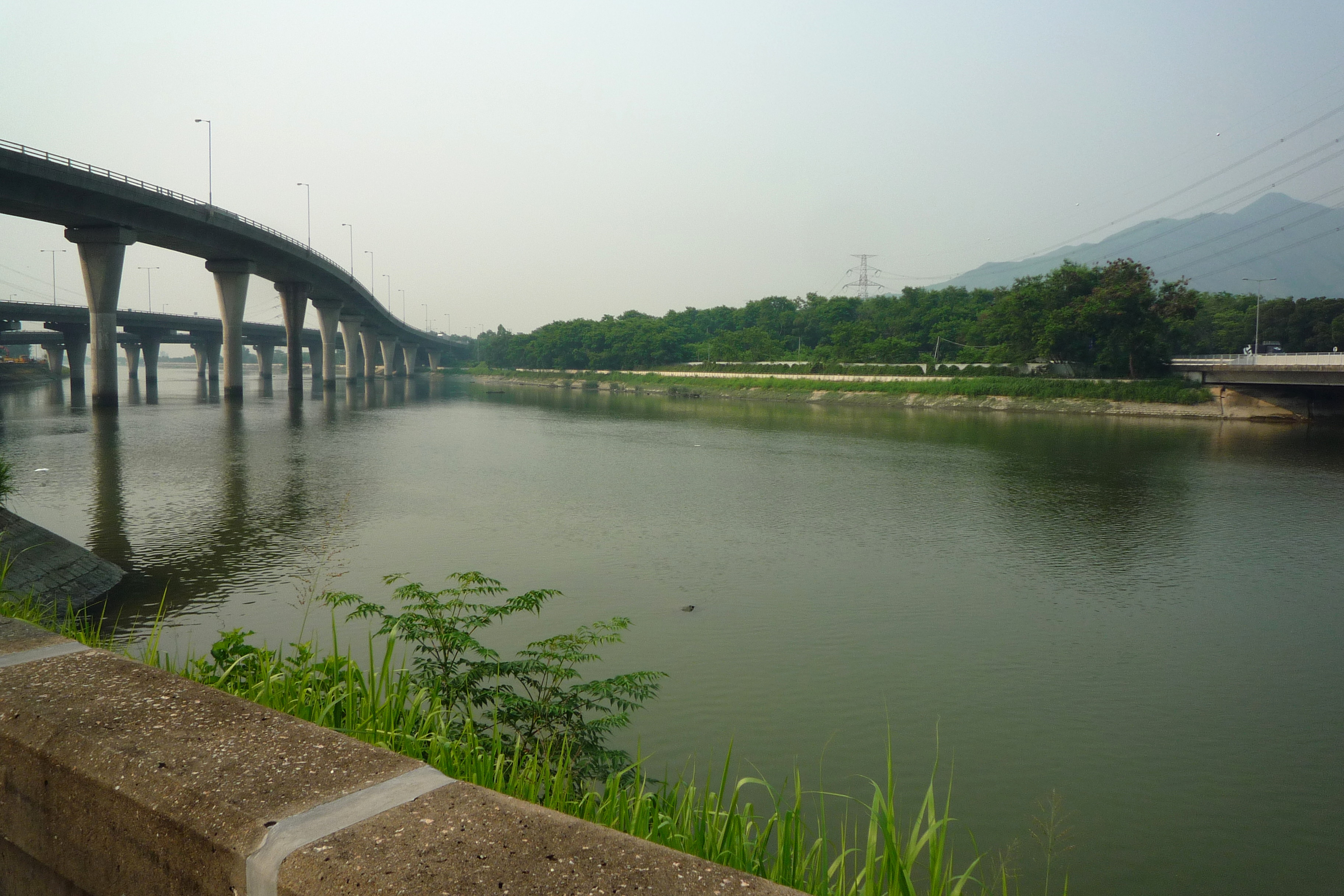
錦田河近元朗公路段，朝向古洞一帶。

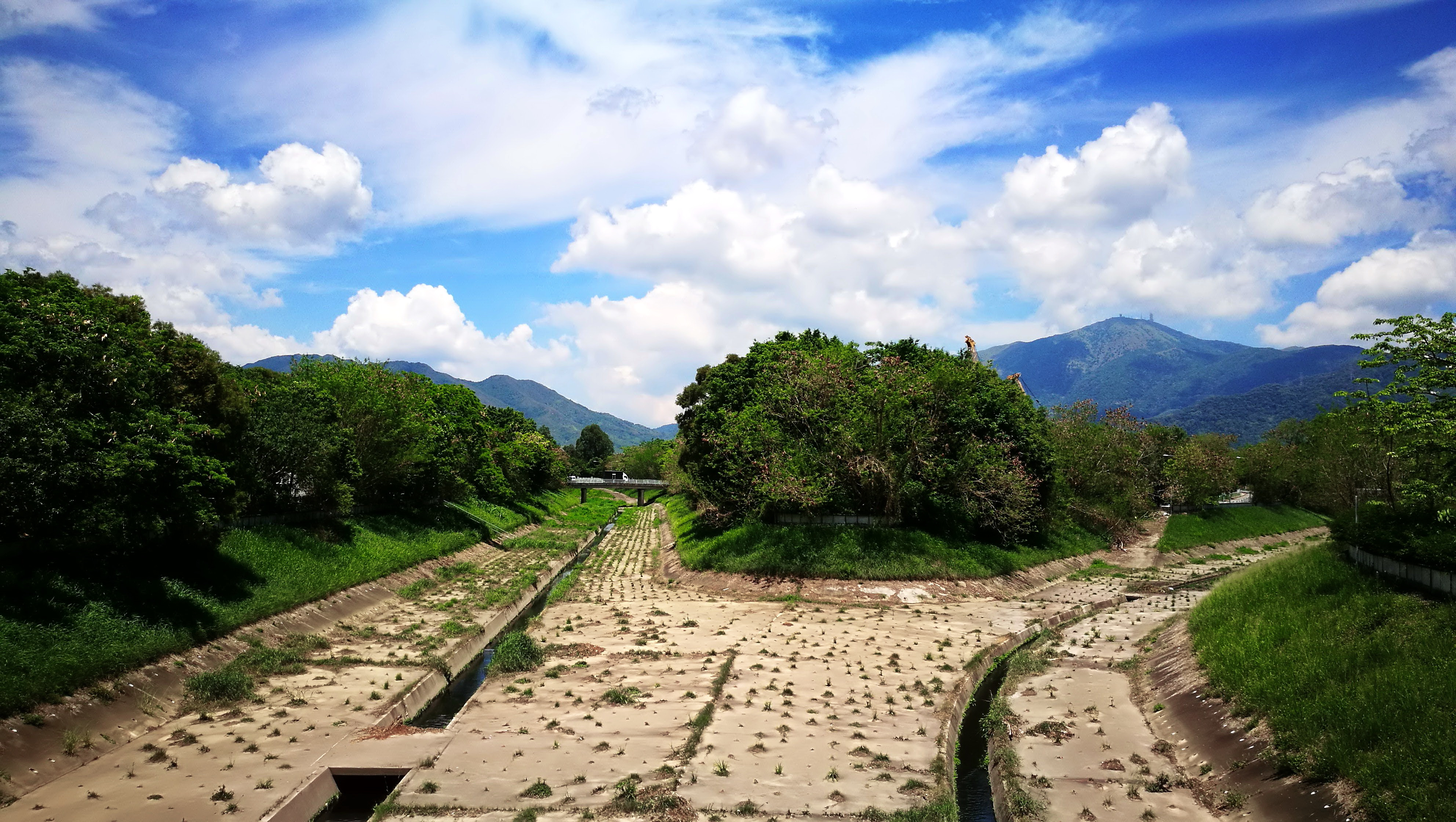
錦田河近錦上路站

22°27′25″N 114°02′42″E / 22.4568838°N 114.0450838°E
錦田河（英語：Kam Tin River）是香港新界元朗區的一個河流系統，主幹流源自大帽山山頂以北400米，海拔約910米高，是香港發源地第二高的河流。從前的錦田河蜿蜒曲折，流經雷公田、大嶺進入石崗，繞過石崗機場南面流向錦田市以南，再經高埔和南生圍到達元朗山貝涌口村以北與山貝河匯合，最後流進后海灣。
由於昔日的錦田河曾多次氾濫引發嚴重水災，對居於河道附近的市民構成生命和財產威脅，政府於是在1990年代展開大規模防洪工程。該項工程由渠務署負責進行，由中游開始把河道擴闊和拉直，以混凝土修建堤圍，開鑿南生圍部份魚塘，闢建一條寬闊的人工河道等。
錦田河幹流和支流的防洪工程陸續於2000年代完成，部份原本曲折的舊河道被廢棄，有的仍可流向新支流。現時的錦田河已成為排洪河道，全長約50公里，幹流水平長度則約13公里，而流域面積約為44.3平方公里。幹流上游進入錦田平原東部後，分別在金錢圍和港鐵錦上路站附近，與流經清潭水塘和河背水塘的支流匯合，再於高埔村與源自觀音山的支流（石崗河）匯合，最後在南生圍與大生圍之間及甩洲以南，與山貝河匯合流出后海灣。
錦田河河道改善工程完成後，下游會匯合元朗排水繞道，以及源於牛潭尾一帶的排水道；而位於南生圍魚塘內的一段舊錦田河，河水仍可如常流動至山貝河。

## 河堤道路
河道治理工程完成後，新的幹流和支流兩岸遺下當年給予工程車輛使用的道路，這些道路與區內道路連接，間接為元朗平原提供額外的道路網絡。
幹流（雷公田至錦田市）：
- 南慶東路 － 2003年5月16日刊憲，錦上路沿元朗錦田排水道伸延，全長330米。
- 南慶西路 － 2003年5月16日刊憲，杜屋村側沿元朗錦田排水道伸延，全長650米。
- 金水北路 － 2003年5月30日刊憲，石崗機場路至其盡頭，全長430米。
- 錦石路 － 2002年7月26日刊憲，錦上路至石崗機場路，全長440米。
- 錦匯路 － 2002年7月26日刊憲，錦上路至其盡頭，全長300米。

幹流（錦田市至甩洲）：
- 錦泰路 － 錦田公路向南伸展至其盡頭。
- 治河路 － 青山公路－潭尾段至江大路。
- 高埔路 － 錦田公路向北伸展至其盡頭，與2001年前連接凹頭濾水廠至逢吉鄉的高埔路沒有關係。
- 壆圍南路 － 2002年8月23日刊憲，青山公路－潭尾段至錦壆路，全長1,940米。
- 南生圍路 － 蠔洲路向北伸展至其盡頭。

支流（清潭水塘至金錢圍）：
- 金水南路 － 2003年5月30日刊憲，錦上路至未命名路，全長1,050米。

支流（河背水塘至錦上路站）：
- 錦莆路 － 2002年7月26日刊憲，錦河路向南伸展至其盡頭，途經錦田市以南的幹流北面，全長3,400米。
- 錦河路 － 2002年7月26日刊憲，錦田公路至港鐵錦上路站附近，途經錦田市以西的幹流西面，全長3,400米。

支流（石崗河）：
- 橫台山散村路 － 2005年4月22日刊憲，錦田公路至粉錦公路，全長1,150米。
- 錦泰路 － 錦田公路向西伸展至其盡頭。

## 河道污染
據環境保護署於2007年6月12日修訂的資料顯示，錦田河集水區共飼養了約60,000頭豬和800,000隻雞；而該些禽畜飼養場的排放物，則成為錦田河的主要污染源。該署分別在大江埔、下輋、黃竹園、馬鞍崗、麻包嶺及大嶺共6段支流的上游和下游採集河水樣本，並設立2個河水監測站，嚴密監測錦田河水質的受污染程度。

香港電台節目視點31在2016年於錦田河釣了一條塘虱，並找專人將它炮製。然而河道污染嚴重，令該塘虱肉質糜爛，並帶有電油味。

## 資料來源
- 綠色力量－香港河流網[永久]
- 環境保護署－禽畜廢物資訊系統[永久]
- 渠務署年報（2003-04年）[永久]
- 香港地方－道路及鐵路[永久]

1. ↑  香港電台. . 香港電台.   [2020-06-24]. （原始内容存档于2020-06-26）.